# Yafsoanite
La yafsoanite (simbolo IMA: Yaf) è un minerale e un ossido molto raro del supergruppo del granato con la composizione chimica Ca3Te6+2Zn3O12.

## Etimologia e storia
La yafsoanite è stata scoperta in un giacimento d'oro vicino ad Aldan, nel sud della Jacuzia, in Siberia, ed è stata riconosciuta come nuovo minerale dall'Associazione Mineralogica Internazionale (IMA) nel 1982. Gli esploratori A.A. Kim, N.V. Zayakina e Yu. G. Lavrent'yev chiamarono il nuovo minerale in onore del dipartimento Yakut della sezione siberiana dell'Accademia russa delle scienze che, abbreviato, forma l'acronimo YaFSOAN.
Sette anni dopo, Jarosch e Zemann riesaminarono la struttura della yafsoanite. Si resero conto che la yafsoanite è strutturalmente di tipo di granato e formularono la composizione nella sua scrittura attuale.

## Classificazione
L'attuale classificazione dell'Associazione Mineralogica Internazionale (IMA) include la yafsoanite nel supergruppo del granato, dove è l'unico minerale con 6 cariche positive sulla posizione del reticolo coordinato tetraedrico.
Poiché la yafsoanite è stata riconosciuta come minerale indipendente solo nel 1981, non è elencata nell'ottava edizione della sistematica dei minerali secondo Strunz, che è obsoleta dal 1977.
Nella Sistematica dei lapis (Lapis-Systematik) di Stefan Weiß, che è stata rivista l'ultima volta nel 2018 ed è formalmente basata sulla vecchia edizione Strunz per considerazione verso i collezionisti provati e le collezioni istituzionali, al minerale è stato assegnato il numero di sistema e minerale IV/K.15-030. Ciò corrisponde alla classe degli "ossidi e idrossidi" e quindi alla sottoclasse "solfiti, seleniti e telluriti", dove la yafsoanite insieme ad agaite, andychristyite, backite, bairdite, brumadoite, cesbronite, cuzticite, dagenaisite, eckhardite, frankhawthorneite, fuettererite, jensenite, khinite, kuranakhite, leisingite, markcooperite, mcalpineite, mojaveite, montanite, ottoite, paratimroseite, raisaite, timroseite, utahite, xocolatlite e xocomecatlite forma il gruppo dei "telluriti con gruppi [Te6+O6]6− e strutture correlate" con il numero di sistema IV/K.15.
La nona edizione della sistematica minerale di Strunz, che è stata aggiornata l'ultima volta dall'Associazione Mineralogica Internazionale (IMA) nel 2009, classifica la yafsoanite nella classe degli "4. Ossidi (idrossidi, V[5,6] vanadati, arseniti, antimoniti, bismutiti, solfiti, seleniti, telluriti, iodati)" e lì nella sottoclasse degli ossidi con il rapporto di quantità della sostanza "4.C Metallo:Ossigeno = 2:3, 3:5 e simili"; questa è ulteriormente suddivisa in base alla dimensione relativa dei cationi coinvolti, in modo che il minerale possa essere trovato nella suddivisione "4.CC Con cationi di media e grande dimensione" in base alla sua composizione, dove è l'unico membro a formare un gruppo senza nome con il numero di sistema 4.CC.25.
Nella sistematica dei minerali secondo Dana, che viene utilizzata principalmente nel mondo di lingua inglese, la yafsoanite ha il numero di sistema e minerale 07.02.14.01. Ciò corrisponde anche alla classe degli "ossidi e idrossidi" e lì alla sottoclasse degli "ossidi multipli", dove il minerale è l'unico membro di un gruppo senza nome con il numero di sistema 07.02.14 all'interno della suddivisione "ossidi multipli (A+B2+)2X4, gruppo dello spinello".

## Abito cristallino
La yafsoanite cristallizza nel sistema cubico nel gruppo spaziale Ia3d (gruppo nº 230) e il parametro del reticolo a = 12,635 Å e 8 unità di formula per cella unitaria.
La struttura è quella del granato. Il calcio (Ca2+) occupa la posizione {\displaystyle {\ce {X}}}, che è dodecaedrica circondata da 8 ioni ossigeno, il tellurio (Te6+) occupa la posizione {\displaystyle {\ce {Y}}}, che è ottaedrica circondata da 6 ioni ossigeno e lo zinco (Zn2+) la posizione {\displaystyle {\ce {Z}}}, che è tetraedrica circondata da 4 ioni ossigeno.

## Origine e giacitura
La yafsoanite si forma durante la metasomatosi delle rocce calcaree da soluzioni contenenti tellurio. Nella sua località tipo, il giacimento d'oro di Kuranakh ad Aldan nella Repubblica di Sacha (Jacuzia), (in Russia), è stato trovato sotto forma di piccoli grani tra cristalli di calcite. Si trova qui associata a oro, tiemannite, naumannite, clausthalite, altaite, cinabro, orpimento, kuranakhite, cheremnykhite, dugganite, descloizite e saponite Te-Pb-Mn.
Inoltre, il minerale è stato rilevato solo nella miniera di "Empire", a Tombstone nella contea di Cochise (Arizona, Stati Uniti), a Otto Mountain vicino a Baker (in California) nella contea di San Bernardino, anch'essa in California, e nella miniera di Moctezuma (Bambolla), 12 km a sud di Moctezuma a Sonora, in Messico.

## Utilizzi
A causa della sua rarità, la yafsoanite naturale non ha alcun significato come materia prima o pietra preziosa.
La yafsoanite sintetica drogata con europio mostra una forte luminescenza rossa alla luce ultravioletta e può essere utilizzata per i LED rossi.

## Forma in cui si presenta in natura
La yafsoanite forma sfere di cristallo romboendodecaedriche o aggregati radiali di dimensioni inferiori al millimetro.
I cristalli sono trasparenti con una lucentezza vitrea e con un colore da marrone chiaro a marrone scuro.